# Summer Is Crazy
Summer Is Crazy is een nummer van de Italiaanse zangeres Alexia uit 1996. Het is de tweede single van haar debuutalbum Fan Club.
"Summer Is Crazy" is een eurodancenummer dat gaat over een gestrande relatie. De liedverteller vertelt hoe de zomer haar doet denken aan haar ex-geliefde, maar aan het eind van het nummer blijkt ook dat ze klaar is om zonder hem verder te gaan. Het nummer leverde Alexia een nummer 1-hit op in haar thuisland Italië, en ook in andere Europese landen werd het nummer een hit. In Nederland viel de plaat echter buiten de hitlijsten, maar in de Vlaamse Ultratop 50 werd de 22e positie bereikte.

## Tracklijst
- Cd-single

1. "Summer Is Crazy" (Radio Mix) – 4:20
2. "Summer Is Crazy" (Classic Euro Mix) – 6:50